# Meridiungulats
Els meridiungulats (Meridiungulata) són un superordre de mamífers ungulats sud-americans extints. Les seves relacions amb altres tipus d'ungulats, com ara els artiodàctils o perissodàctils, no estan gens clares i fins i tot hi ha hagut científics que han posat en dubte que es tracti d'un superordre monofilètic. Anàlisis de seqüències de col·lagen obtingudes de l'notoungulat Toxodon i del litoptern Macrauchenia van donar com a resultat que els ungulats nadius de Sud-amèrica formen el grup germà dels perissodàctils, el que els converteix en ungulats veritables i membres dels laurasiateris.